# Zbigniew Pohl
Zbigniew Pohl (ur. 1 czerwca 1929 w Nowogródku, zm. 17 grudnia 2018) – polski inżynier elektryk. 

## Życiorys
Urodził się 1 czerwca 1929 roku w Nowogródku jako syn nadleśniczego lasów państwowych Kazimierza i Janiny z Harczewskich. Miał brata Stanisława. Po rozpoczęciu okupacji sowieckiej jego ojciec został skazany na 10 lat łagru i został zesłany na Syberię, a on sam wraz z matką i bratem został wywieziony w lutym 1940 roku za Archangielsk.
Powrócił do Polski w listopadzie 1945 roku i rok później ukończył eksternistycznie szkołę podstawową, a następnie Liceum im. Bolesława Chrobrego w Gnieźnie. Po zdanej w 1949 maturze studiował w latach 1949–1955 na Wydziale Elektrycznym Politechniki Wrocławskiej. W 1965 obronił pracę doktorską, a stopień doktora habilitowanego uzyskał w 1971 roku. Sprawował funkcję zastępcy dyrektora (1972–1984) i dyrektora Instytutu Podstaw Elektrotechniki i Elektrotechnologii (1984–1985 i 1987–1993). Od roku 1991 profesor na Wydziale Elektrycznym Politechniki Wrocławskiej, w 1996 otrzymał tytuł profesora zwyczajnego.
Jego praca naukowa skupiała się na tematach izolacji napowietrznej, konstrukcji i technologii izolatorów, wpływu zanieczyszczeń atmosferycznych; badał izolatory kompozytowe z kauczuku silikonowego oraz beziskiernikowe ograniczniki przepięć. We współpracy z Jerzym Lisieckim zbudował stację prób izolatorów w Wałbrzychu oraz zainicjował budowę stacji prób w hucie miedzi w Głogowie. Promotor 4 doktorów, autor 109 artykułów, 3 książek, 1 monografii, 3 skryptów i 5 patentów. Od 1956 roku członek Stowarzyszenia Elektryków Polskich, wieloletni przewodniczący jego koła na Politechnice Wrocławskiej i odznaczony Złotą Odznaką Honorową SEP.
Od lat 70. był aktywnym działaczem opozycji, zaangażowanym w działalność Komitetu Obrony Robotników. Po powstaniu NSZZ „Solidarność” czynnie uczestniczył w kolportażu prasy związkowej i współpracował z ukrywającymi się po wprowadzeniu stanu wojennego Piotrem Bednarzem oraz Józefem Pioniorem. Był autorem wielu rozwiązań stosowanych w podziemnej poligrafii. W okresie od 9 listopada 1982 do 6 grudnia 1982 był internowany w Ośrodku Odosobnienia w Strzelinie, a następnie w Nysie, internowano także jego żonę, córkę i syna. Uczestniczył aktywnie w pracach Wrocławskiego Komitetu Obywatelskiego przy przygotowaniu w 1989 roku wyborów do Sejmu i Senatu oraz do samorządów gminnych na terenie województwa wrocławskiego. 
Od roku 1957 żonaty z Aleksandrą z domu Caban, miał syna Grzegorza (ur. 1958) i córkę Urszulę (ur. 1959). Po śmierci żony ożenił się ponownie z Heleną Wojtczak i ostatnie lata życia spędził w Poznaniu.
Odznaczony Krzyżem Kawalerskim Orderu Odrodzenia Polski (1989 r.) i Medalem Komisji Edukacji Narodowej (1992 r.)  Krzyżem Wolności i Solidarności (2013 r.).
Po przejściu na emeryturę w 1999 pracował na część etatu do 2009 roku. Zmarł 17 grudnia 2018 roku i został pochowany na cmentarzu św. Wawrzyńca we Wrocławiu.